# Pont de les Ruixel·les
El Pont de les Ruixel·les és un pont sobre el riu Francolí al municipi d'Alcover protegit com a bé cultural d'interès local.

## Descripció
El pont està situat en el congost de les Ruixel·les, sobre el riu Francolí, prop de Picamoixons. És el resultat d'una combinació d'estructura metàl·lica i d'obra. L'armadura del pont està formada per grans bigues mestres longitudinals de ferro que suporten les vies fèrries, recolzades en dos pilars intermedis d'obra i en els dos estreps, també d'obra, situats a banda i banda del riu. El pes i la càrrega del pont es transmeten verticalment a través de les bigues longitudinals. La primera pedra del pont fou posada pel general Prim l'any 1860. Travessa el riu Francolí.